# 科威特石油公司
科威特石油公司（英語：Kuwait Oil Company，簡稱「KOC」）是一間石油公司，總部設於科威特艾哈邁迪，屬國有控股公司—科威特石油集團公司的附屬公司。2013年，科威特是全球第十大石油及其他液體的生產國，而在石油及濃縮物的輸出量亦為全球第五大。目前該公司的管理主管為伊馬德·蘇丹。

## 歷史
科威特石油公司於1934年成立，當時為一間由英伊石油公司及海灣石油平等擁有的合營企業。同年12月23日，該公司獲得石油的特許權，並於1936年開展鑽油作業。1938年，該公司於布尔甘油田首次發現石油供應，其後亦先後於多處地方發現石油—馬格瓦（1951年）、艾哈邁迪（1952年）、劳扎塔因（1955年）、萨布利亚（1957年）及米纳吉什（1959年）。
科威特在石油產業的早期發展中，正值印度結束英屬統治時期，當時不少英籍及印度籍行政官員和工程師自印度遷居至科威特。政府後來將艾哈邁迪打造成為石油重鎮，並實行種族隔離政策。與此同時，相關政策亦於供公司員工使用的便利設施與消遣設施上執行。在當時的層面而言，一個人的種族對於自身在公司內的僱用狀態及受僱的條件在很大程度起了一種決定性的作用。
在20世紀初期，正當皇家海軍將旗下的戰船由燃煤改為燒油驅動的時候，英國政府依靠中東地區石油的穩定供應。一些如維奧萊特·迪克森（曾與科威特人相處達40年）的人物在與科威特人建立良好關係上發揮了重要作用。
該公司在油田操作數位化上採用科威特整合數位油田計畫（KwIDF）。與此同時，該計畫是該公司在參與支持科威特石油及天然氣生產的其中一項重要戰略計畫。
英國石油公司及海灣石油能透過非常優惠的條件換取科威特出產的石油，以便透過旗下於歐洲及鄰近地區的下游網絡出售。在此期間，海灣石油曾指出他們與科威特有著一種「特殊關係」。然而，自從該公司於1975年改為由科威特政府全權持有後，上述情況已不復再。1990年，科威特政府創立雨傘組織—科威特石油集團公司。

## 歷任董事長
伊馬德·蘇丹（2019年至今）
賈馬爾·賈法爾（2016–2019年）
哈希姆·哈希姆（2013–2016年）
薩米·拉希德（2007–2013年）
法魯克·贊基（2004–2007年）
艾哈邁德·阿爾比德（2001–2004年）
阿卜杜勒·拉蒂夫·阿爾托拉（1998–2001年）
哈立德·弗利格（1992–1998年）
伊萨姆·哈桑·艾尔·马拉（1984–1992年）

## 外部連結
- 官方网站